# Caomiao (sockenhuvudort i Kina, Ningxia Huizu Zizhiqu, lat 36,03, long 106,70)
Caomiao är en sockenhuvudort i Kina. Den ligger i den autonoma regionen Ningxia, i den nordvästra delen av landet, omkring 270 kilometer söder om regionhuvudstaden Yinchuan. Antalet invånare är 11 253. Befolkningen består av 5 495 kvinnor och 5 758 män. Barn under 15 år utgör 24,0 %, vuxna 15-64 år 66 %, och äldre över 65 år 8,0 %.
Runt Caomiao är det ganska tätbefolkat, med 96 invånare per kvadratkilometer. Närmaste större samhälle är Beiwa, 14,6 km nordväst om Caomiao. Trakten runt Caomiao består i huvudsak av gräsmarker.
Genomsnittlig årsnederbörd är 710 millimeter. Den regnigaste månaden är september, med i genomsnitt 159 mm nederbörd, och den torraste är december, med 1 mm nederbörd.